# Bienvenido a casa
Bienvenido a casa è un film del 2006 diretto da David Trueba.